# Can't Get You Out of My Head
„Can't Get You Out of My Head” је песма аустралијске певачице Кајли Миног. Објављена је као дебитантски сингл 8. септембар 2001. године са њеног осмог студијског албума Fever.

## Издавање сингла и промоција
Написали су је и продуцирали Кети Денис и Роб Дејвис. Објављена као дебитантски сингл с албума у трећој четвртини 2001. године, песма је доспела на прво место топ-листа у 40 држава и продана у преко 4 милиона примерака широм света. „Can't Get You Out of My Head” је прва песма Миног која је доспела између првих десет места на лествици у 13 година и постала је њен заштитни знак. У каснијој биографији Миног објављено је да је „Can't Get You Out of My Head” заузела прво место у 40 држава, тако да је то Миног најуспешнија песма.

## Комерцијални успех
Миног је забележила свој седми место на аустралијској топ лествици кад је „Can't Get You Out of My Head” доспео на прво место 23. септембра 2001. године. Пјесма је провела четири недеље на врху и постала трећи најпродаванији сингл године у Аустралији. Пјесма је три пута добила платинасту сертификацију због продатих 210.000 примерака. Пјесма је заузела прво место на службеној топ лествици у Новом Зеланду и остала на том месту три недеље. Касније је у Новом Зеланду добила платинасту сертификацију.
„Can't Get You Out of My Head” завршила је на првом месту сваке државе у Европи, осим Финске, где је завршила на петом месту. Пјесма је провела 16 недеља на првом месту званичне европске топ-листе све до јануара 2002. године. Такође, песма доспела је на прво место недељне службене француске и немачке топ-листе, сингл је продат у преко 500.000 примерака у свакој држави и добио по једну платинасти сертификацију од сваке државе. Продато је преко 306.000 примерака сингла у првој недељи након објављивања, што је резултовало првим местом на службеној лествици у Уједињеном Краљевству. Пјесма је провела четири недеље на врху те лествице. При крају године објављено је да је продато 1 милиона примерака сингла.
Пратећи успех постигнут широм света, „Can't Get You Out of My Head” објављен је у Северној Америци 2002. године. Две недеље касније појавио се на лествици Билборд хот 100 на 64. месту, ау свом деветом недељи на тој лествици доспео је на седмо место. Сингл је добио златну сертификацију у САД због више од 500.000 продатих примерака преко интернетског преузимања само.

## Формати и спискови верзија
Ово су формати и списак верзија службених издања сингла „Can't Get You Out of My Head”.
Међународни CD 1
1. „Can't Get You Out of My Head” – 3:51
2. „Boy” – 3:47
3. „Rendezvous at Sunset” – 3:23
4. „Can't Get You Out of My Head” (Video)

Међународни CD 2
1. „Can't Get You Out of My Head” – 3:51
2. „Can't Get You Out of My Head” (K&M Mindprint Mix) – 6:34
3. „Can't Get You Out of My Head” (Plastika Mix) – 9:26

Међународни CD 3
1. „Can't Get You Out of My Head” – 3:51
2. „Boy” – 3:47

Аустралијски CD 2
1. „Can't Get You Out of My Head” – 3:51
2. „Can't Get You Out of My Head” (K&M Mindprint Mix) – 6:34
3. „Can't Get You Out of My Head” (Plastika Mix) – 9:26
4. „Can't Get You Out of My Head” (Superchumbo Todo Mamado Mix) – 8:32

## Топ листе
| Топ лествица (2001)        | Највиша позиција на листи |
| -------------------------- | ------------------------- |
| Аустралија                 | 1                         |
| Аустрија                   | 1                         |
| Белгија (Фландрија)        | 1                         |
| Белгија (Валонија)         | 1                         |
| Данска                     | 1                         |
| Холандија                  | 1                         |
| Европа                     | 1                         |
| Финска                     | 5                         |
| Француска                  | 1                         |
| Њемачка                    | 1                         |
| Ирска                      | 1                         |
| Италија                    | 1                         |
| Нови Зеланд                | 1                         |
| Норвешка                   | 1                         |
| Шведска                    | 1                         |
| Швајцарска                 | 1                         |
| Велика Британија           | 1                         |
| Топ лествица (2002)        | Највиша позиција на листи |
| Канада                     | 3                         |
| САД (Billboard Hot 100)    | 7                         |
| САД (Hot Dance Club Songs) | 1                         |